# Osztály-felelősség-együttműködés kártya
Az osztály-felelősség-együttműködés kártyák (angolul class-responsibility-collaboration (CRC)) ötletbörze eszközök, amelyeket az objektumorientált szoftverek tervezéséhez használnak. Eredetileg Ward Cunningham és Kent Beck javasolta oktatási eszközként, de a szakértő programtervezők körében is népszerűek és a extrém programozási pártolói is ajánlják. Martin Fowler a CRC-kártyákat az UML szekvenciadiagram életképes alternatívájaként írta le az objektum-interakció és együttműködés dinamikájának megtervezéséhez.  
A CRC-kártyákat általában indexkártyákból hozzák létre. Az ötletbörze tagjai egy-egy CRC-kártyát használnak, amelyekre adatokat írnak a terv minden egyes osztályáról/ objektumáról. A kártyát három részre osztják:
1. A kártya tetején az osztály neve
2. Bal oldalon az osztály felelőssége
3. Jobb oldalon együttműködők (más osztályok), amellyel az osztály interakcióba lép a kötelezettségeinek teljesítése érdekében

Kis kártyák használatával a terv bonyolultsága minimális szinten tartható. Segítségével a programtervezők összpontosíthatnak az osztályok lényegére és megakadályozza őket, hogy belemerüljenek a részletekbe, amikor azok még nem hasznosak. Ezenfelül elbátortalanít attól, hogy egy osztálynak túl sok felelősséget adjanak. Mivel a kártyák hordozhatóak, ezért könnyedén kirakhatóak egy asztalra és a terv megbeszélése közben átrendezhetőek.  

## CRC-kártyák létrehozása
Egy CRC-kártya létrehozásához először is egy forgatókönyvvel kell előállni, amely megállapítja, hogy kik a fő szereplők és mik a szereplők által végrehajtott műveletek. Csak az adott helyzetben előforduló műveletek és szereplők legyenek benne. A főneveknek kellene az osztály nevekké, az igéknek pedig az osztály felességekké válniuk, az együttműködők pedig a többi osztályok, amelyek azzal az osztállyal interakcióba lép.  

## Fordítás
Ez a szócikk részben vagy egészben  a   Class-responsibility-collaboration card című angol Wikipédia-szócikk ezen változatának fordításán alapul.  Az eredeti cikk szerkesztőit annak laptörténete sorolja fel. Ez a jelzés csupán a megfogalmazás eredetét és a szerzői jogokat jelzi, nem szolgál a cikkben szereplő információk forrásmegjelöléseként.